# Renato Andrade (músico)
Renato Andrade (Abaeté, 28 de agosto de 1932 — Abaeté, 30 de dezembro de 2005) foi um músico compositor e instrumentista brasileiro. É considerado um dos maiores mestres da Viola Caipira instrumental.
Por influência familiar Renato foi ainda jovem para Belo Horizonte para estudar violino. Mais tarde, de volta à sua terra natal, apaixonou-se pelo som da Viola Caipira e dedicou-se completamente ao instrumento. Tornou-se um virtuoso que mesclava o erudito ao popular e introduziu a Viola Caipira nas salas de concerto.
O primeiro trabalho solo, "A Fantástica Viola de Renato Andrade", foi lançado em 1977. Aparece ao lado de músicos como  Almir Sater, Chico Lobo, Ivan Vilela e  Pereira da Viola. Em 1972, teve participação importante no disco Piano e Viola", de Taiguara. 
Costumava brincar, dizendo:
| “ | Viola é como mortadela. Todo mundo gosta, mas tem vergonha de comer na frente dos outros | ” |

## Morte
Desde que descobriu o câncer no pulmão, voltou para sua cidade natal, onde passou a residir  com  os familiares. Morreu em casa, aos 73 anos, foi velado na Câmara Muinicipal da cidade e enterrado à noite. O prefeito decretou luto de três dias. 

## Discografia
- (1977) "A Fantástica viola de Renato Andrade" - Chantecler LP
- (1979) "Viola de Queluz" - Chantecler LP
- (1984) "O Violeiro e o Grande Sertão" - Bemol LP
- (1987) "A magia da viola" - Chantecler LP
- (1993) "Instrumental no CCBB- Renato Andrade e Roberto Corrêa" - Tom Brasil CD
- (1998) "Violeiros do Brasil" - SESC-Núcleo Contemporâneo CD
- (1999) "A viola e a minha gente" - Lapa Discos CD
- (2002) "Enfia a viola no saco" - CD
- (2004) "Violeiros do Brasil" - CD
- (2004) "Os Bambas da Viola" - Kuarup CD